# Grabacz (województwo warmińsko-mazurskie)
Grabacz (niem. Grabacz) – wieś w Polsce położona w województwie warmińsko-mazurskim, w powiecie działdowskim, w gminie Rybno. W latach 1975–1998 miejscowość administracyjnie należała do województwa ciechanowskiego.
Niewielka wieś położona nad rzeką Wel.

## Historia
Wieś została założona prawdopodobnie po 1466 roku na gruntach, należących do dóbr biskupa chełmińskiego. Od 1724 r. Grabacz był dzierżawiony co najmniej przez 40 lat przez szlachcica Sątopskiego, dzierżawę zatwierdził biskup Kretkowski. W tym czasie we wsi był dwór.
Według dokumentów z roku 1800 Grabacz określany był jako mała wieś. W 1867 z Grabacza jedno dziecko wyznania katolickiego uczęszczało do szkoły w Rybnie.
W 1880 r. we wsi było 9 domów i 42 mieszkańców. W 1881 r. we wsi były cztery domy i 25 mieszkańców.
W 1930 r. w Grabaczu było osiem gospodarstw. Od 1932 r. Grabacz należał do powiatu lubawskiego.

## Zabytki
- Murowane budynki mieszkalne i gospodarcze z początku XX w.
- Jaz na rzece Wel, doprowadzający wodę do stawów rybnych i na łąki we wsi Murawki